# Lower Madawaska River Provincial Park
Lower Madawaska River Provincial Park är en park i Kanada.   Den ligger i provinsen Ontario, i den sydöstra delen av landet, 130 km väster om huvudstaden Ottawa. Lower Madawaska River Provincial Park ligger 298 meter över havet.
Terrängen runt Lower Madawaska River Provincial Park är lite kuperad. Trakten runt Lower Madawaska River Provincial Park är nära nog obefolkad, med mindre än två invånare per kvadratkilometer.. 
I omgivningarna runt Lower Madawaska River Provincial Park växer i huvudsak blandskog.